# Vagiphantes vaginatus
Genre
Espèce
Synonymes
- Lepthyphantes vaginatus Tanasevitch, 1983

Vagiphantes vaginatus, unique représentant du genre Vagiphantes, est une espèce d'araignées aranéomorphes de la famille des Linyphiidae.

## Distribution
Cette espèce se rencontre au Kazakhstan, en Ouzbékistan, au Kirghizistan, au Tadjikistan et au Pakistan.

## Description
Le mâle holotype mesure 2,95 mm et la femelle paratype 3,13 mm.

## Systématique et taxinomie
Cette espèce a été décrite sous le protonyme Lepthyphantes vaginatus par Tanasevitch en 1983. Elle est placée dans le genre Vagiphantes par Saaristo et Tanasevitch en 2004.
Ce genre a été décrit par Saaristo et Tanasevitch en 2004 dans les Linyphiidae.

## Publications originales
- Tanasevitch, 1983 : « New species of spiders of the family Linyphiidae (Aranei) from Uzbekistan. » Zoologicheskii Zhurnal, vol. 62, p. l786-l795.
- Saaristo & Tanasevitch, 2004 : « New taxa for some species of the genus Lepthyphantes Menge sensu lato (Araneae, Linyphiidae, Micronetinae). » Revue arachnologique, vol. 14, no 7, p. 109-128.